# Carl Robert Croll
Carl Robert Croll (né le 21 novembre 1800 à Kaditz et décédé le 3 novembre 1863 à Prague). est un peintre paysagiste allemand.

## Biographie
Il fait son éducation à l'Académie de Dresde, puis à partir de 1824 s’installe à Teplice en Bohême, puis Prague en 1844. Il travaille pour le compte de la famille Lobkowicz (Lubkovic). Carl Robert Croll est connu pour ses paysages et des paysages urbains romantiques en Saxe, en Bavière et en particulier en Bohême du Nord.

## Postérité
La majorité de ses œuvres sont maintenant conservées à Dresde et République tchèque.